# Óscar Quiroz Ayala
Óscar Adalberto Quiroz Ayala (Ipiales, Nariño, 3 de juliol de 1994) és un ciclista colombià, professional des del 2015. En el seu palmarès destaca el campionat nacional en ruta del 2019. Actualment corre a l'equip Colombia Tierra de Atletas-GW Bicicletas.

## Palmarès
- 2013
  - Vencedor d'una etapa a la Volta a l'Equador
- 2016
  - Vencedor de 3 etapes de la Volta a Nariño
- 2018
  - 1r al Gran Premi Comité Olímpico Nacional
  - Vencedor d'una etapa de la Volta a Costa Rica
  - Vencedor d'una etapa del Clásico RCN
- 2019
  -  Campió de Colòmbia en ruta
  - Vencedor d'una etapa de la Volta a Colòmbia
  - Vencedor de 2 etapes del Clásico RCN
- 2020
  - Vencedor d'una etapa del Clásico RCN
- 2021
  - Vencedor d'una etapa de la Volta a Colòmbia
  - Vencedor d'una etapa del Clásico RCN
- 2022
  - Vencedor d'una etapa de la Volta a Colòmbia